# Pandivirilia fuscipennis
Pandivirilia fuscipennis är en tvåvingeart som först beskrevs av Johann Wilhelm Meigen 1820.  Pandivirilia fuscipennis ingår i släktet Pandivirilia och familjen stilettflugor. Inga underarter finns listade i Catalogue of Life.